# X̧
Das X̧ (Minuskel: x̧) ist ein lateinischer Zusatzbuchstabe, der in einigen KNAB-Umschriften verwendet wird. Es handelt sich um den diakritischen Buchstaben X mit einer Cedille.

## Verwendung
In der KNAB-Umschrift für die Adygeische Sprache wird „x̧“ mit „Ӏ“ übersetzt. Es ist auch in den KNAB-Umschriften mehrerer kaukasischer Sprachen wie Aghul, Akhvakh, Andi, Artchi, Bagvalal, Bejta, Botlikh, Budukh, Chamalal, Ghodoberi und Hinukh enthalten.